# MTV Networks Asia Pacific
A MTV Networks Asia era composta por três marcas de televisão, MTV, Nickelodeon e VH1 na região do Pacífico na Ásia atingindo mais de 300 milhões de domicílios. Desde o seu início em 1 de janeiro de 1994, MTV Networks Asia fornecey seus canais para o público jovem por toda a Ásia e Austrália.
Inicialmente estabelecida como dois canais MTV (MTV Ásia e MTV Mandarim), os negócios da MTV Networks Asia cruzaram o continente e em todas plataformas entregues pelo catering com programação localizada em oito línguas diferentes através de dez canais MTV, oito canais Nickelodeon, quatro canais VH1 e programação em numerosos blocos em toda região Ásia-Pacífico. Iniciativas de localização da empresa foram pioneiras e seu rápido crescimento na Ásia, contribuíram significativamente para MTV tornar-se numa das maiores rede de televisão do mundo. A MTV Networks Asia compreendia 17 sites e 24 canais que são vistos através de 24 horas de programação em várias partes da Ásia.

## Divisões
- MTV Networks Australia & New Zealand - Direção-Geral - Dave Sibley & Katrina Southon (SVP) e David Lynn, EVP & MD, MTV Networks UK, Ireland, Australia & New Zealand.
- MTV Networks India - Direção-Geral - Amit Jain.

## Canais
- MTV: Índia, Oriente-Médio, China, Indonésia, Japão, Coreia, Sudeste da Ásia Taiwan, Tailândia, Vietnã.
- VH1: Índia, Indonésia, Tailândia.
- Nickelodeon: Índia, Oriente-Médio, Japão, Coreia, Paquistão, Filipinas, Sudeste da Ásia.
- Nick Jr.: Sudeste da Ásia, Nova Zelândia.
- Comedy Central: Índia, Sudeste da Ásia.

## Canais operados pela MTV Networks Australia and New Zealand
- MTV: Austrália (Disponível na Nova Zelândia), MTV Classic Austrália (Disponível na Nova Zelândia), MTV Hits Nova  Zelândia, MTV Dance Austrália e MTV Music Austrália.
- Nickelodeon: Austrália (Disponível na Nova Zelândia), Nick Jr. Austrália.
- Comedy Central: Nova Zelândia.

Extintos
- MTV Hits Austrália
- MTV Live HD
- MTV Nova Zelândia
- Nickelodeon Nova Zelândia

## Ligações Externas
- MTV Oriente-Médio
- MTV Ásia
- MTV Austrália
- MTV China
- MTV Índia
- MTV Japão
- MTV Coreia
- MTV Taiwan
- MTV Tailândia
- MTV Vietnã